# Crystal Space
Crystal Space 3D — відкритий багатоплатформовий, портативний ігровий 3D-рушій, написаний на C++. Працює з більшістю графічних 3D-карт. Підтримує OpenGL та інші можливості, такі як шейдери і системи освітлення, фізика, 3D-звуки, накладення анімації, дозволяє додавати динамічне освітлення тощо. Передбачений скриптинг (Python, Lua та інші мови).
Рушій підтримує Microsoft Windows, GNU/Linux, UNIX і Mac OS X. У лютому 2003 року був проектом місяця на SourceForge.

## Дизайн рушія
Crystal Space 3D написаний об'єктно орієнтованою мовою програмування C++. Складається з низки незалежних модулів. Клієнтські програми можуть використовувати плагіни, такі як тривимірна візуалізація OpenGL, шляхом їх реєстрації в Crystal Space за допомогою Shared Class Facility (SCF).

## 3D-редактор

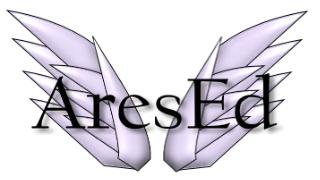
Логотип AresEd

Для тривимірного рушія Crystal Space 3D існує редактор світу AresEd. Редактор має версії для GNU/Linux (32/64) і Windows. Остання випущена версія редактора має номер 0.0.2. До складу AresEd також входить плеєр для перегляду демосцен, які постачаються разом з редактором. Для нормального запуску AresEd на платформі Windows потрібно встановлювати додаткові бібліотеки.